# Getsumen To Heiki Mina
Getsumen to Heiki Mina (яп. 月面兎兵器ミーナ Мина - оружие Луны, Lunar Rabbit Weapon Mina) — аниме-сериал Метапроза, созданный студией Gonzo. Сериал транслировался по каналу Fuji TV с 13 января 2007 года по 23 марта 2007 года. Всего было выпущено 11 серий и 2 спэшла. Позже на основе сюжета аниме-сериала было выпущено 2 тома манги в 2007 и 2008 году. Автор и иллюстратор манги — Кадзуя Цурумаки.  Главная героиня сериала — Мина Цукуда позже появлялась в 28 и 29 серии Hayate no Gotoku! в качестве репортёра. В первой части она появляется эпизодически, за ней начинает гоняться толпа фанатов, и она в форме «мины» улетает. Во второй серии она берёт интервью у Хаятэ, как он делает выпечки из тортов.

## Сюжет
После первого контакта Земли с внеземными цивилизациями было установлено, что земляне — единственные разумные существа, практикующие и развивающие различные виды спорта. Позже на Землю стали прибывать миллионы инопланетных болельщиков, и многие из них стали устраивать регулярные беспорядки, нарушая суверенитет Земли и законы МОК, тем самым породив новый хаос на Земле. Для избежания катастрофы межгалактическим судом был создан специальный отряд девушек — «мин» или «Лунные Кролики», чья главная задача — патрулирование стадионов и захват любых нарушителей порядка. Туда могли входить как инопланетяне, так и земные девушки.
Главная героиня — Мина Цукуда была приглашена в качестве соведущей  в ежедневную информационную программу на канале «Луна ТВ». Но теперь ей тоже предстоит бороться против агрессии армии инопланетных фанатов спорта. Она присоединяется к отряду «Лунных Кроликов» и становится новой «миной».

## Лунные кролики Мины
Для борьбы против агрессивных инопланетных фанатов был создан особый Легион из «мин» или «Боевые кролики», который направляет девушек охранять порядок на Земле. Туда могут поступать, как и инопланетяне, так и земные девушки. Каждая девушка-доброволец получает особую силу «мины» и эта способность может также передаваться от матери к дочери. Если «мина» использует силу для своих личных выгод, то она может лишиться её и будет изгнана из отряда. Когда девушка превращается в «мину», то у неё меняется цвет глаз на розовый/красный и иногда происходят другие физические изменения. Каждая «мина» может использовать высокотехнологичное оружие в форме зайчих ушей и двух массивных орудий (в форме овощей или ягод) сзади, которые могут преобразовываться и использоваться для разных целей, от взлёта до оружия. Также не следует путать Мину — главную героиню сериала с «миной»  — девушкой (любой) которая получила особую силу от межгалактического легиона.

## Список персонажей
- Мина Цукуда (яп. 佃 美奈), Мина Цукисиро (яп. 月城 ミーナ)

Сейю: Марина Иноуэ
Главная героиня сериала, ученица старшей школы. Однажды её приглашают работать на телеканал «Луна ТВ» в качестве соведущей. В дальнейшем из-за её неуклюжести и наивного характера её часто ругают. Ей часто приходится справляться со своими обязанностями в старшей школе. Мина очень интеллигентная и трудолюбивая девушка и в полном ответе за свои желания. В форме «мины» её оружие имеет формы двух огромных морковок, которые она использует как реактивные двигатели. Цукуда ненавидит морковь и с трудом преобразовывается в «мину», так как ей приходится съедать морковь или выпивать морковный сок. Её костюм состоит из белой короткой рубашки и чёрной мини-юбки.
- Суйрэн Косю (яп. 甲州 翠怜), Мина Оцуки (яп. 大月 ミーナ)

Сейю: Сидзука Ито
Один из дикторов телеканала «Луна ТВ». Она очень серьёзная и опытная женщина, часто восхищается деятельностью Мины и разделяет её мечту в будущем стать диктором. Когда Суйрэн превращается в своё Альтер эго — Оцуки, то её характер кардинально меняется. Оцуки буйная и во время боя наносит сильный ущерб всему окружающему. Носит оружие в форме двух огромных свекл и тёмную облегающую одежду. Толстые фиолетовые сапоги и перчатки. Она единственная из «мин», которая после превращения приобретает более взрослую и мужскую внешность.
- Дайсукэ Кирю (яп. 桐生 大介),

Сейю: Хироки Тоти
Один из директоров телеканала «Луна ТВ». Мина влюблена в него, но у него близкие отношения с Суйрэн. Всегда носит очки и одобряет необычное поведение Мины. Верит, что у неё есть все данные, чтобы продвинуться по карьерной лестнице.
- Като Д (яп. 加藤D)

Сейю: Мицуо Ивата
Другой директор студии телеканала «Луна ТВ». Он часто злится, когда Мина прогуливает работу (превращается в Мину Цукисиро), опаздывает или совершает ошибки. Недолюбливает её и радуется, когда Мина не справляется с работой.
- АД Судзуки (яп. AD鈴木)

Сейю: Масато Амада
Сотрудник телестудии «Луна ТВ». Он всегда на стороне Като и успокаивает его, когда Мина в очередной раз расстраивает директора. Сам же он уважает Мину и часто оправдывает девушку.
- Эскартин Муцумунэ (яп. 六棟 エスカルティン)

Сейю: Эри Накао
Розоволосая девушка с маленьким хвостиком на голове. Она соперница Мины и презирает её. Всегда пытается устроить саботаж или навредить ей. Но в конце концов становится жертвой собственной уловки или очередного инопланетянина и калечится. Из-за наивности и оптимизма Мины, она никогда не замечает Эскартина. К концу сериала становится главным диктором.
- Нанкору Хадзэми (яп. 羽蝉 ナコル), Мина Минадзуки (яп. 水無月 ミーナ)

Сейю: Кана Ханадзава
«Сестра» Канти. (в одном эпизоде утверждается, что она и Канти — двоюродные брат и сестра и живут вместе). Он всегда болеет за Канти, всегда заботится о нём, но иногда раздражает его. Она общается с Миной как с Сэмпаем. Её Альтер эго — Минадзуки Мина, её оружие имеет форму двух крупных помидоров и одного маленького для эстафеты. Её костюм имеет форму школьной одежды с короткими рукавами. Она носит красные туфли и коричневый пояс.
- Канти Хадзэми (яп. 羽蝉 寛治)

Сейю: Мицуки Сайга
Брат Нанкору. Он член баскетбольной команды. Яростный фанат Цукисиро Мины и даже симпатизирует ей.
- Дзюнъитиро Ёсими (яп. 吉見 純一郎)

Сейю: Дзюн Осуга
Друг Канти. Также является фанатом Цукисиро и вместе с Канти создал специальный фан-сайт о ней. Но в одном эпизоде показано, что он создал несколько фан-сайтов, посвящённых каждому известному члену лунных кроликов.
- Ю Таканаси (яп. 小鳥遊 由宇), Мина Тамамуси (яп. 玉虫 ミーナ)

Сейю: Кадзуко Кодзима
Она учится на актрису во втором классе. Её Альтер эго — Танамуси Мина. Она живёт вместе с тётей, так как её родители находятся за границей в командировке. Когда она впервые встречает Мину, то обманывает её, выдавая себя за живого свидетеля того, что Мина является боевым кроликом, и начинает шантажировать её. В форме «мины» её оружие имеет форму огромных вишен, которые она использует для взлёта. В отличие от других «мин» у ней нет зайчих ушей. Она носит красные туфли и ранец.
- Цуцудзи Санаэ (яп. 早苗 つつじ), Мина Сацуки (яп. 皐月 ミーナ)

Сейю:  Саки Накадзима
Женщина-папарацци. Она попала под прицел снайперов, когда пыталась сфотографировать инопланетян-террористов. Очень интересуется военным вооружением. Её Альтер эго — Сацуки Мина. Её оружие имеет форму огромной черники. Однажды лишилась права быть «миной» за то, что использовала силу, чтобы раздобыть военную реликвию. Позже от Нанаси она получает силу обратно, но уже без особого оружия. Позже она заполучает базуку. Сацуки носит чёрные шорты, синие сапоги и чёрные перчатки без пальцев.
- Сумирэ Нисиха (яп. 西羽 すみれ), Мина Сивасу (яп. 師走 ミーナ)

Сейю: Аяко Кавасуми
Девушка, прибывшая из планеты «Мина». Она является межгалактической знаменитостью и членом легионного суда, который избирает новых «мин» в том числе с Земли. Она не любит Оцуки Мину за то, что та однажды испортила её хорошую репутацию и украла кандидатуру на место «мины № 1». Для того, чтобы дискредитировать Оцуки, она состояла в заговоре. Но была расколота, когда её разговор был записан на видео. Её Альтер эго Сивасу Мина. У неё есть помощник имени Яэй. Её оружие имеет форму огромного картофеля. Она использует его в качестве оружия и инструмента. Её форма сильно отличается от остальных «мин», потому что она состоит в особом легионе. Её чёрный наряд состоит из короткого рукава, рубашки с большим пухлым воротником, джинсовых шорт, черных сапог и разноцветных резинок на запястьях.